# エドワード・ペドロサ
- エドワード・ペドロザ
- エドゥアルド・ペドロサ
- エドゥアルド・ペドロザ

エドワード・ペドロサ（Eduardo Pedroza、1974年7月30日-）は、パナマ出身で主にドイツで騎乗している騎手である。
日本語ではエドゥアルド・ペドロサとも表記される。また、2011年のワールドスーパージョッキーズシリーズで来日した際にのJRAのレーシングプログラムやホームページなどに書かれていた公式な名前の表記では「エドワード・ペドロザ」と濁っていたが、2014年の短期免許取得の際の表記では「エドワード・ペドロサ」と濁らない表記に変更されている。

## 略歴
子供の頃に既に騎手をしていた実兄を応援するのを目的で実父と競馬場に同行して応援したのが競馬との初の出会いであった。
14歳で実兄から騎乗法などの騎乗技術を学んた後、1991年に騎手デビューを果たした。パナマでは1994年までの実働3年間で99勝を挙げた。
その後、同年より主戦国をヨーロッパのドイツに変えて、単身でドイツに渡り、ブレーメン競馬場を本拠地として活動する様になった。ドイツに渡ったのは実父の友人の勧めであった。
21世紀に入り、2004年には本拠地を同国のグタースロー競馬場に移した。同年にパオリニでドバイデューティーフリーを制覇した。ただし1着同着での制覇である。
現在は同国の調教師、アンドレアス・ヴェーラー厩舎の主戦騎手として活躍している。G1級のレースも数回勝利している。
2011年には第25回ワールドスーパージョッキーズシリーズで日本でも騎乗した。日本には2014年に短期免許を中央競馬で取得している。

## 主な記録
- ドイツ騎手リーディング（2007年-2011年まで4年連続獲得）